# Тональповаллі
Тональповаллі (науатль tonalpohualli, МФА: [toːnaɬpoːˈwalːi]; Рахунок днів) — священний календар ацтеків, який застосовувався для вірного виконання усіх ритуальних дій жерцями протягом року, а також для визначення майбутнього. Вважається частково успадкованим від тольтеків.

## Характеристика
Відповідно до ацтекських міфів його створили божества Ошомоко і Сіпактональ. В основі цього календаря лежав 260-денний цикл, що базувався на комбінації чисел з 1 по 13 з 20 назвами днів ацтекського календаря. Кожен день мав свій знак: Сіпактлі (Крокодил), Еекатль (Вітер), Каллі (Будинок), Куецпаллін (Ящірка), Коатль (Змія), Мікістлі (Череп), Масатль (Олень), Точтлі  (Кролик), Атль  (Вода), Іцкінтлі  (Собака), Осоматлі  (Мавпа), Маліналлі (Трава), Акатль (Очерет), Оцелотль (Ягуар), Куаутла (Орел), Коскакуаутлі (Стерв'ятник), Оллін (Землетрус), Текпатль (Кремінь), Кіауітль (Дощ), Шочітль (Квітка). Якщо перший день циклу — Один Крокодил, то другий — Два Вітру, третій — Три Будинки і так далі.
Весь процес займав 260 днів (13 х 20), після чого наступний календарний рік знову починався з 1-го дня Крокодила. 260 днів священного року ділилися на 20 груп по 13 днів, кожна з цих «тижнів» (трецен) починалася з цифри 1 в комбінації з різними знаками днів.
Знак кожного дня володів певними, притаманними тільки йому властивостями, жерцям також слід було взяти до уваги число дня. Числа 3, 7, 10-13 були щасливими, а 4, 5, 6, 8 і 9 приносили невдачу. Число 2 в поєднанні зі знаком Кролика було особливо нещасливим, а число 1 зазвичай вважалося нейтральним. Крім того, кожен з 20 днів був присвячений богу чи богині. Кетцалькоатль у ролі бога вітру, був богом знака Вітер і, відповідно, покровителем 13 днів, з якими комбінувався цей знак. Тлалок був богом знака Олень, а Шіпе-Тотек — знака Орел.
День поділявся на 13 годин, а ніч тривала 9 годин, кожен з яких мав своє власне божество з поганим або гарним впливом. Кожен з календарних «тижнів»-трецен також перебували під заступництвом божества, що відповідало за весь цей період в цілому. Так, Шіпе-Тотек управляв тижнем, що починається з 1-го дня Собаки, а Богиня Води — з 1-го дня Очерета, сонце і місяць відносилися до групи мікіцтлі, Патекатль, бог напоїв і пияцтва, — до групи кіауітль; планета Венера і бог померлих — до групи коатль. Дев'ять божеств, «володарі ночі», утворювали ряд, паралельний ряду знаків і йшов безперервною послідовністю поряд з ними.
| Символ | Назва наватлем | Божество       | Переклад    | Сторона світу |
| ------ | -------------- | -------------- | ----------- | ------------- |
|        | Сіпактлі       | Тонакатекутлі  | Крокодил    | Схід          |
|        | Еекатль        | Кетцалькоатль  | Вітер       | Північ        |
|        | Каллі          | Тепейоллотль   | Будинок     | Захід         |
|        | Куецпаллін     | Уеуекойотль    | Ящірка      | Південь       |
|        | Коатль         | Чальчіутлікуе  | Змія        | Схід          |
|        | Мікістлі       | Теккіцекатль   | Череп       | Північ        |
|        | Масатль        | Тлалок         | Олень       | Захід         |
|        | Точтлі         | Майяуель       | Кролик      | Південь       |
|        | Атль           | Шіутекутлі     | Вода        | Схід          |
|        | Іцкінтлі       | Міктлантекутлі | Собака      | Північ        |
|        | Осоматлі       | Шочипіллі      | Мавпа       | Захід         |
|        | Маліналлі      | Патекатль      | Трава       | Південь       |
|        | Акатль         | Тецкатліпока   | Очерет      | Схід          |
|        | Оцелотль       | Тласольтеотль  | Ягуар       | Північ        |
|        | Куаутла        | Шіпе-Тотек     | Орел        | Захід         |
|        | Коскакуаутіи   | Іцпапалотль    | Стерв'ятник | Південь       |
|        | Оллін          | Шолотль        | Землетрус   | Схід          |
|        | Текпатль       | Чальчіутотолін | Кремінь     | Північ        |
|        | Кіауітль       | Чантіко        | Дощ         | Захід         |
|        | Шочітль        | Шочикецаль     | Квітка      | Південь       |

### Трецени
| Трецена                   | Божество       |
| ------------------------- | -------------- |
| 1 Крокодил — 13 Очерет    | Ометеотль      |
| 1 Ягуар — 13 Череп        | Кетцалькоатль  |
| 1 Олень — 13 Дощ          | Тепейоллотль   |
| 1 Квітка — 13 Трава       | Уеуекойотль    |
| 1 Очерет — 13 Змія        | Чальчіутлікуе  |
| 1 Череп — 13 Кремінь      | Тонатіу        |
| 1 Дощ — 13 Мавпа          | Тлалок         |
| 1 Трава — 13 Ящірка       | Майяуель       |
| 1 Змія — 13 Землетрус     | Шіутекутлі     |
| 1 Кремінь — 13 Собака     | Міктлантекутлі |
| 1 Мавпа — 13 Будинок      | Патекатль      |
| 1 Ящірка — 13 Стерв'ятник | Іцлаколіукі    |
| 1 Землетрус — 13 Вода     | Тласольтеотль  |
| 1 Собака — 13 Вітер       | Шіпе-Тотек     |
| 1 Будинок — 13 Орел       | Іцпапалотль    |
| 1 Стерв'ятник — 13 Кролик | Шолотль        |
| 1 Вода — 13 Крокодил      | Чальчіутотолін |
| 1 Вітер — 13 Ягуар        | Чантіко        |
| 1 Орел — 13 Олень         | Шочикецаль     |
| 1 Кролик — 13 Квітка      | Шіутекутлі     |

## Застосування
Календар був досить незалежним від Сонячного року і використовувався тільки для астрології і пророкувань. Інформація була закодована в піктографічних схемах тоналаматл (Книги Днів). Здійснюючи свої передбачення, жерці повинні були вивчити і оцінити різні, найчастіше суперечливі, чинники, які могли вплинути на певний день.
Провісники враховували знак і число року. За уявленнями ацтеків, світ був чимось на кшталт мальтійського хреста: 20 знаків днів ділилися на 4 групи по 5 днів, кожна група приписувалася до одного з чотирьох головних «напрямів». Ці чотири чверті мали свою колірну символіку, нахил до добра або зла, і керувалися 4 богами-творцями: Схід (акатль) — червоний колір, бог Шипе-Тотек. Область світла, родючості та життя. Північ (текпатль) — чорний колір, бог Тецкатліпока. Область смерті, асоціювалася з холодом і злиднями. Нещаслива. Захід (колли) — білий колір, бог Кетцалькоатль. Область жінок і місце, де заходить сонце. Асоціювалася зі старістю і силами, що зникають. Нещаслива. Південь (іточтлі) — синій колір, бог Уїцилопочтлі. Символом південній області був кролик, кожен наступний стрибок якого непередбачуваний. Вплив цього напрямку було невизначеним або нейтральним.